# Сена
Вижте пояснителната страница за други значения на Сена.
Сена (на френски: Seine, на френски се произнася Сен) е голяма река във Франция (департаменти Кот д'Ор, Об, Марн, Сена и Марна, Есон, Вал дьо Марн, Париж, О дьо Сен, Ивлин, Вал д'Оаз, Йор и Приморска Сена), вливаща се в Атлантическия океан. Дължина 776 km, площ на водосборния басейн 78 650 km².

## Етимология
Името на реката в древността е звучало като Секвана (Sequana). Предполага се, че келтската дума Siquana произлиза от праиндоевропейската sak- (свещен).

## Географска характеристика

### Извор, течение, устие
Река Сена води началото си на 451 m н.в., в южната част на платото Лангър, в централната част на департамента Кот д'Ор, на 27 km северозападно от град Дижон. В горното си течение, до устието на река Об в началото тече в посока север-северозапад през северната част на платото Лангър в сравнително тясна (2 – 3 km), но плитка долина. В района на град Труа навлиза в югоизточната част на хълмистата равнина Парижки басейн и тече по нея до устието си. В този участък най-големият ѝ приток е река Урс (десен).
След устието на Об започва средното течение на Сена. Тук тя завива на запад, а след устието на река Луен (ляв приток) на северозапад и следва това направление до Париж. В този участък Сена става широка и пълноводна река, течаща в широка и плитка долина с бавно и спокойно течение. Тук тя получава едни от най-големите си притоци Йона и Марна. Протежението на реката в пределите на Париж е около 50 km.
Долното течение на Сена се простира от Париж до устието ѝ. В този участък Сена става много голяма и много пълноводна река (ширина на коритото 300 – 500 m), като тече през северозападната част на Парижкия басейн и образува десетки големи меандри,някои с радиус 3 – 4 km. Долината ѝ става много широка и плитка, с почти незабележими склонове. В този долен участък получава също няколко големи притока: Оаз, Епт, Йор и Рил. Влива се в протока Ла Манш на Атлантическия океан чрез голям естуар (дължина над 25 km, ширина 2 – 10 km), който започва източно от град Хавър и завършва при него.

### Водосборен басейн, притоци
Водосборният басейн на Сена обхваща площ от 78 650 km², което представлява 14.38% от територията на Франция. Речната ѝ мрежа е двустранно развита с равномерно формиран ляв и десен водосборен басейн. На север, юг и югозапад водосборният басейн на Сена граничи с водосборните басейни на реките Бетюн, Брел, Сома, Лоара и Тук, вливащи се в Атлантическия океан, на североизток – с водосборните басейни на реките Шелда и Маас, вливащи се в Северно море, а на югоизток – с водосборния басейн на река Рона, вливаща се в Средиземно море.
Сена получава множество притоци, като 14 от тях са с дължина над 50 km, в т.ч. 10 – над 100 km:
Притоците на Сена са подредени от устието към извора ѝ, като е посочена посоката от която се вливат → ляв приток, ← десен приток, дължината и площта на водосборния басейн
- ← Урс (100 km, 737 km²)
- ← Барс (50 km, 463 km²)
- ← Об (248 km, 4660 km²)
- → Йона (293 km, 10 887 km²)
- → Луен (143 km, 4182 km²)
- → Есон (101 km, 1870 km²)
- → Орж (50 km, 952 km²)
- ← Йер (98 km, 1020 km²)
- ← Марна (514 km, 12 920 km²)
- ← Оаз (341 km, 16 667 km²)
- ← Епт (113 km, 1490 km²)
- ← Андел (57 km, 740 km²)
- → Йор (229 km, 9017 km²)
- → Рил (145 km, 2300 km²)

### Хидроложки показатели
Река Сена има предимно дъждовно подхранване. Максималният отток продължава от ноември до март, а през лятото има кратко маловодие. Среден годишен отток в Париж около 250 m³/sec, близо до устието 150 – 500 m³/sec. Влиянието на морските приливи се разпространява на 35 km нагоре от град Руан, като тяхната амплитуда при Руан е около 2 m, при Хавър – 7,5 m. В миналото по време на високи води Сена е причинявала големи наводнения, но с изграждането на съвременни хидротехнически съоръжения по нея и по притоците ѝ опасността от наводнения силно намалява, особено за столицата Париж.

## Стопанско значение, селища
Сена има важно транспортно значение. Тя се явява важен воден път във Франция. Чрез успореден на нея канал (около 40 km) е плавателна до град Труа, а надолу от устието на Об корабоплаването се осъществява непосредствено по реката. В устието (поради високите приливи) корабите преминават по обходния Танкарвилски канал. Морските кораби с газене до 6,5 m достигат до Руан, между Руан и Париж курсират речни кораби с газене до 3,2 m, а нагоре до Труа – с газене до 1,3 m. Чрез система от плавателни канали Сена е съединена с реките: Сома (по река Оаз и канала „Оаз – Сома“), Шелда (по реките Оаз и Сома и канала „Сома – Шелда“), Маас (по река Оаз и канала „Оаз – Самбор“ и по реките Оаз, Ена и канала „Ена – Маас“), Рейн (по река Марна и канала „Марна – Рейн“), Сона и Рона (по река Марна и канала „Марна – Сона“ и по река Йона и „Бургундския канал“), Лоара (по канала „Бриар“).
Долината на реката е гъсто заселена, като най-големите селища са градовете: Труа, Мельон, Еври, Париж, Руа, Хавър и много други.

## Забележителности
На реката се намира остров Сите, на който първоначално се е намирал Париж и където днес е разположена катедралата Света Богородица. Към реката има голям туристически интерес и тя често присъства като романтичен фон на снимки от Париж. Мостове: Бир Акен, Пон дез Ар.